# Cymopterus humilis
Cymopterus humilis är en växtart i släktet Cymopterus och familjen flockblommiga växter. Den beskrevs av Constantine Samuel Rafinesque som Oreoxis humilis, och fick sitt nuvarande namn av Ivar Frederick Tidestrøm 1941.
Arten är en perenn ört som förekommer i centrala Colorado i USA.